# Get Real
Get Real (bra: Saindo do Armário) é um filme britânico de comédia dramática e romântica de 1998 dirigido por Simon Shore, baseado na peça What's Wrong with Angry? do roteirista Patrick Wilde. A trama centra-se na maioridade de um adolescente gay enquanto crescia na zona rural da Grã-Bretanha durante a era Cool Britannia do final dos anos 1990. O filme foi rodado e ambientado em Basingstoke, Inglaterra. Desde então, Get Real se tornou um clássico cult entre os fãs do cinema queer.

## Enredo
Steven Carter (Ben Silverstone) é um estudante de classe média de 16 anos que é inteligente e bonito, mas pouco atlético e introvertido. Intimidado na escola e incompreendido em casa, sua única confidente é sua vizinha e melhor amiga, Linda (Charlotte Brittain). Mantendo sua orientação sexual escondida de todos, ele faz pegação em banheiros públicos. Ele fica surpreso ao descobrir que o atleta da escola, John Dixon (Brad Gorton) também faz isso, mas John nega que seja gay.
Em um baile da escola, Steven ganha um amigo depois de confortar Jessica (Stacy Hart), após sua discussão com o namorado dela, Kevin (Tim Harris), que também é seu valentão. Quando Steven volta para casa, John o segue e confidencia sobre sua orientação sexual. Eles iniciam um relacionamento.
A notícia de que alguém é gay se espalha pela escola, e John teme que Steven esteja contando às pessoas. Para manter seu status, John bate em Steven na frente de seus amigos. Steven anuncia na frente da assembleia que é gay e busca apoio em John, que o ignora. John pede desculpas por ter batido nele e diz que o ama, mas como ele tem muito medo de se assumir, Steven termina com ele, desejando-lhe felicidades.

## Elenco
- Ben Silverstone como Steven Carter
- Brad Gorton como John Dixon
- Charlotte Brittain como Linda
- Jacquetta May como mãe de Steven
- David Lumsden como pai de Steven
- Richard Hawley como professor de inglês
- Martin Milman como diretor
- Stacy Hart como Jessica
- Kate McEnery como Wendy
- Patrick Nielsen como Mark
- Tim Harris como Kevin Grainger
- James D. White como Dave
- James Perkins como jovem Steve
- Nicholas Hunter como jovem Mark
- Steven Mason como homem fazendo pegação
- Morgan Jones como irmão de Linda
- Ian Brimble como pai de John
- Judy Buxton como mãe de John
- David Elliot como Glen
- Charlotte Hanson como esposa de Glen
- Louise J. Taylor como Christina Lindmann
- Steven Elder como Bob, o instrutor de direção
- Leonie Thomas como tia no casamento

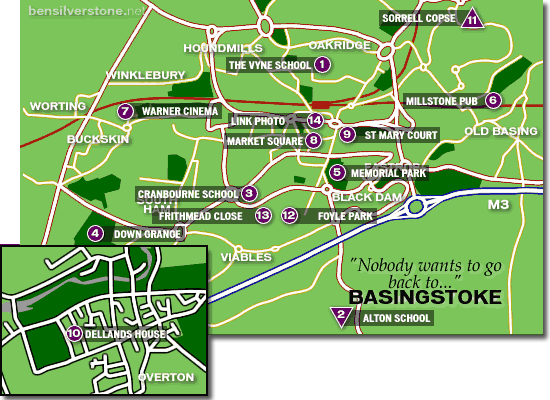
Mapa da área local ao redor de Basingstoke

- David Paul West como noivo
- Andy Rashleigh como policial

## Produção
Get Real foi filmado em Basingstoke e arredores a partir de 17 de agosto de 1997, antes de passar para o Millennium Studios em Borehamwood em 22 de setembro. (As cenas filmadas em estúdio foram o quarto de Steven e o interior do banheiro público). O filme inteiro levou seis semanas para ser filmado.

## Recepção
O filme ficou em 34º lugar na lista dos 50 melhores filmes de ensino médio da Entertainment Weekly.
O filme foi bem recebido por muitos críticos e posteriormente indicado a oito prêmios e ganhou seis.
No Seattle Post-Intelligencer, Paula Nechak elogiou o filme por permitir que os personagens fossem eles mesmos, em vez de mudarem para se encaixar, e elogia o tratamento dispensado ao personagem 'atleta', John, como estando tão vinculado ao jogo de popularidade da escola quanto Steven.
Roger Ebert comentou: "Certamente este filme tem valores mais profundos do que as principais comédias adolescentes que vendem materialismo agressivo, sexo suave e ideias superficiais sobre" popularidade". Steven Holden do The New York Times escreveu "O filme captura a insuportável paranóia de uma situação em que não há nenhum lugar onde os amantes possam ficar sozinhos, exceto na casa um do outro, nas raras ocasiões em que seus pais estão fora."
No Daily Record, Siobhan Synnot criticou o filme como sendo um "episódio enfadonho de Grange Hill com personagens recortados de papelão" e também criticou o personagem, John, por ser inacreditável, descrevendo-o como "simplesmente um pedaço de fantasia insípido. É difícil ver como essa lâmpada fraca é brilhante o suficiente para Oxford, porque todas as linhas inteligentes vão para seu namorado espertinho."